# 皱叶假脉蕨
皱叶假脉蕨（学名：Crepidomanes plicatum）为膜蕨科假脈蕨属下的一个种。

## 扩展阅读
- 維基物種上的相關：皱叶假脉蕨